# پیتی مارتینس
گونسالو «پیتی» نیکولاس مارتینس (اسپانیایی: Gonzalo "Pity" Nicolás Martínez‎؛ زادهٔ ۱۳ ژوئن ۱۹۹۳) بازیکن فوتبال اهل آرژانتین است.
از باشگاه‌هایی که در آن بازی کرده‌است می‌توان به اتلتیکو هوراکان، ریور پلاته و آتلانتا یونایتد اشاره کرد. او با زدن ۴۴ گل ششمین گلزن برتر تاریخ النص است